# Wilhelm von Gutmann

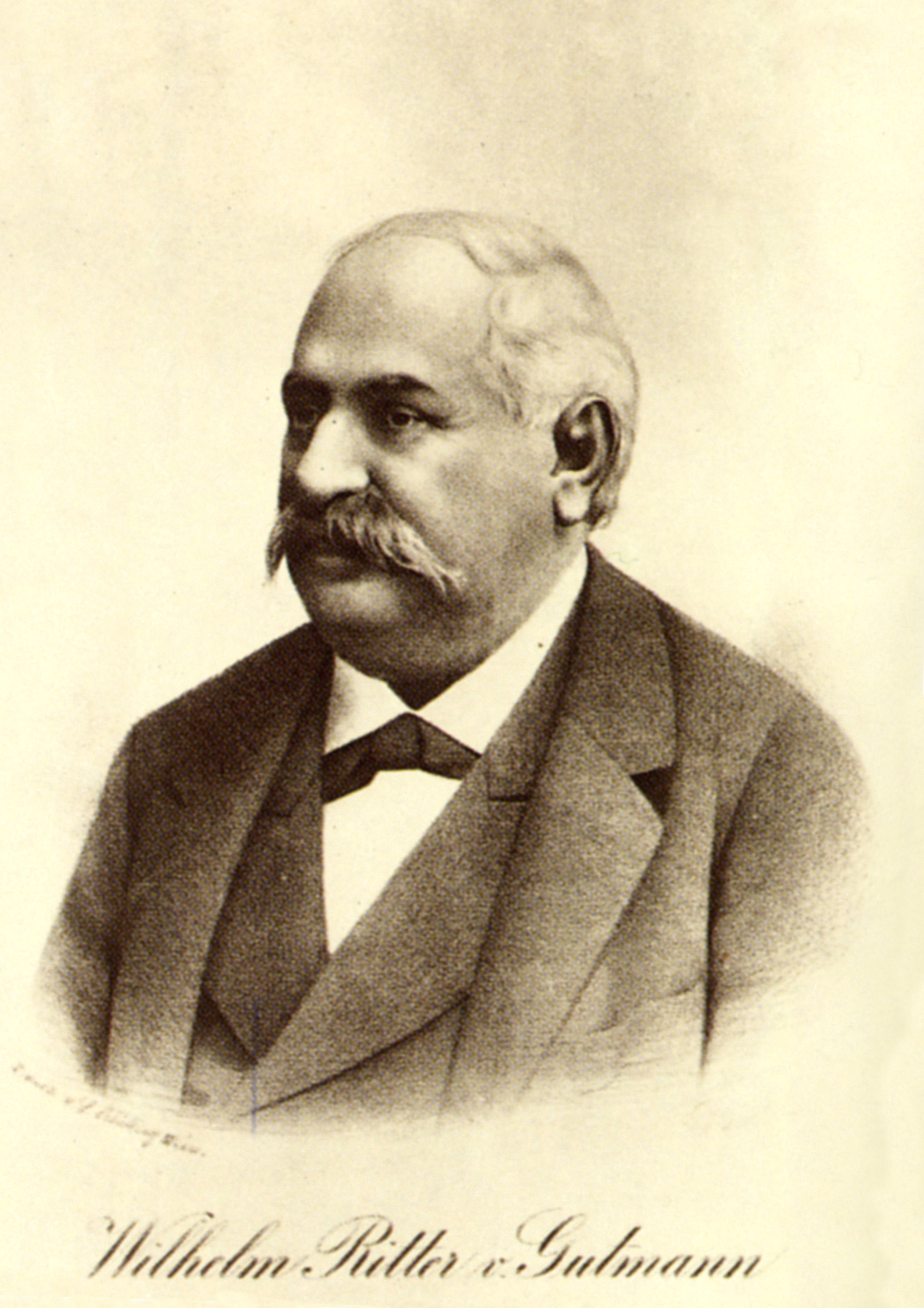
Wilhelm Ritter von Gutmann

Wilhelm Isaak Wolf, Ritter von Gutmann (* 13. August 1826 bzw. 18. August 1826 in Leipnik, Mähren; † 17. Mai 1895 in Wien) war ein österreichischer Unternehmer. Er gründete und führte das größte Kohleunternehmen in Österreich-Ungarn, wurde 1878 nobilitiert und war von 1891 bis 1892 Präsident der Israelitischen Kultusgemeinde Wien (IKG).

## Leben
Aus ärmlichen Verhältnissen stammend, erhielt Wilhelm Gutmann zunächst eine Ausbildung als Lehrer und wurde zum Studium der Theologie bestimmt. Der frühe Tod seines Vaters zwang ihn jedoch für seine Mutter und Geschwister zu sorgen. Daher stieg Wilhelm Gutmann zu Beginn der 1850er Jahre in das aufstrebende Kohlegeschäft ein. 1853 gründete er dann zusammen mit seinem jüngeren Bruder David durch den Ankauf von Kohlegruben im Ostrauer Revier das Unternehmen Gebrüder Gutmann, das in den folgenden Jahren sehr rasch eine zentrale Stellung bei der Kohleversorgung Österreich-Ungarns erlangte. Wegen ihres großen wirtschaftlichen Erfolgs wurden die Brüder Wilhelm und David Gutmann bald auch als die „Kohlen-Gutmanns“ oder als die „Krupps“ der Donaumonarchie bezeichnet.

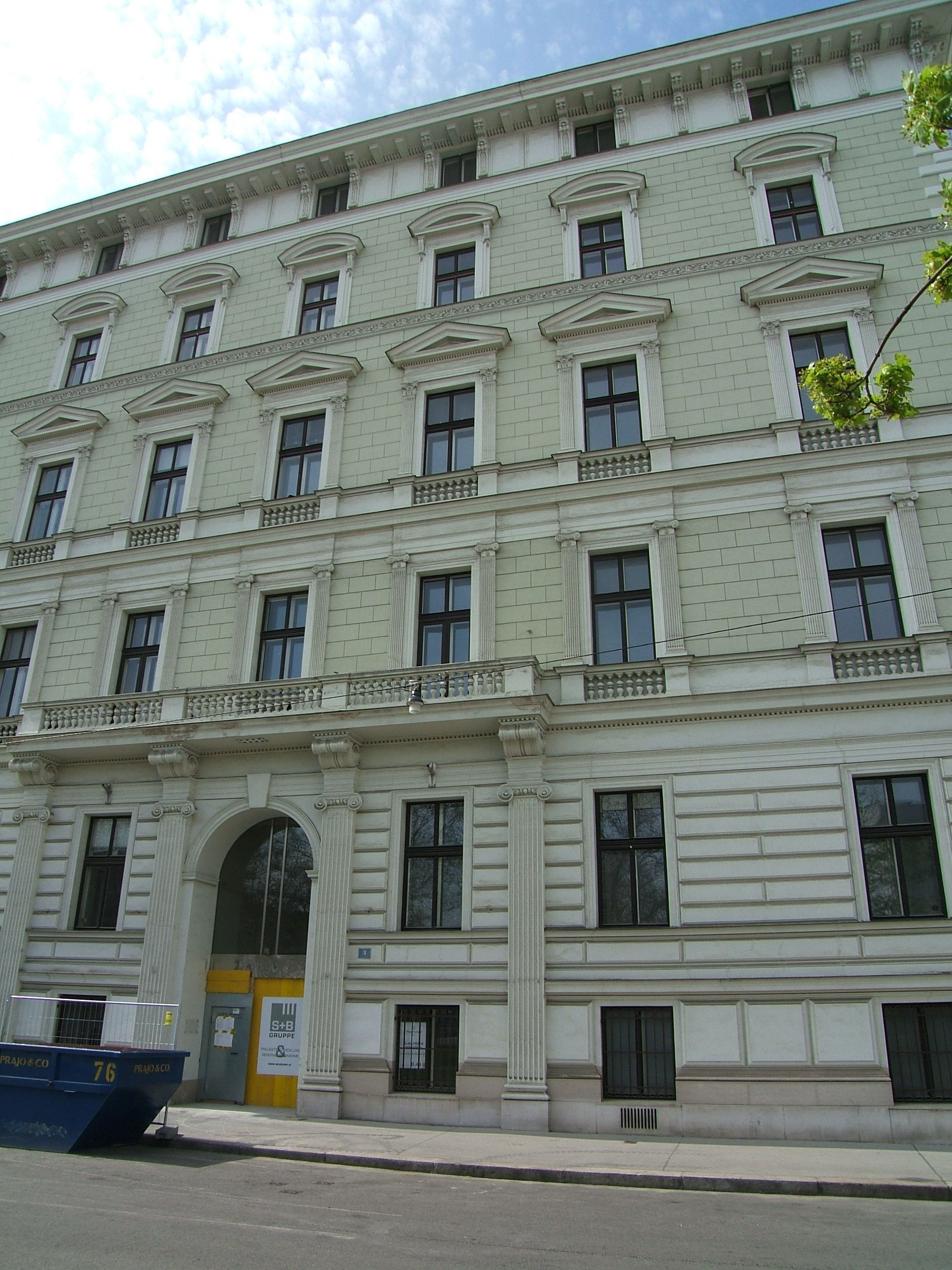
Palais Gutmann in Wien

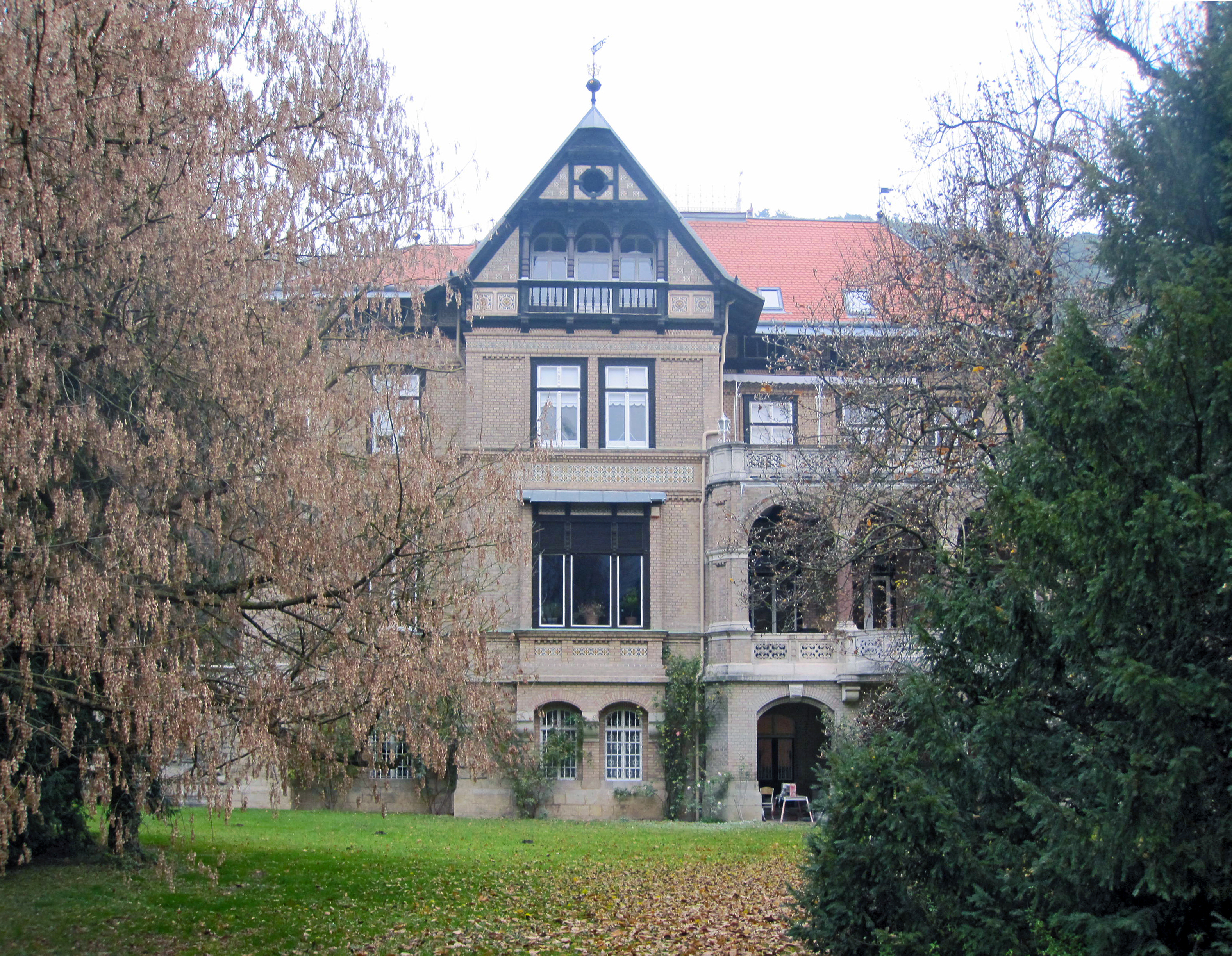
Villa Gutmann in Baden bei Wien, wo 1945 Max Merz und Elizabeth Duncan wohnten.

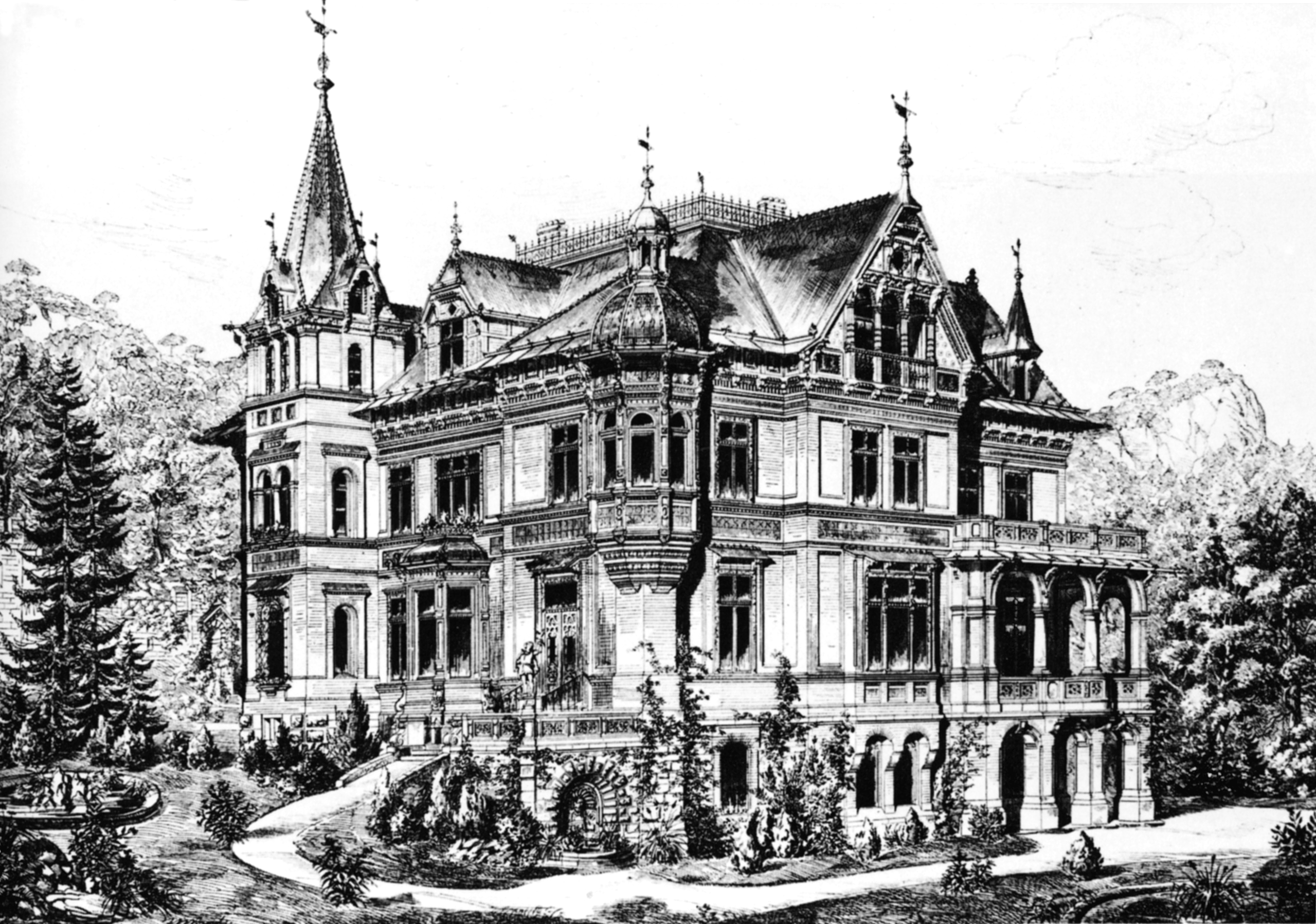
„Gutmann-Villa“ in Baden bei Wien (Darstellung 1886)

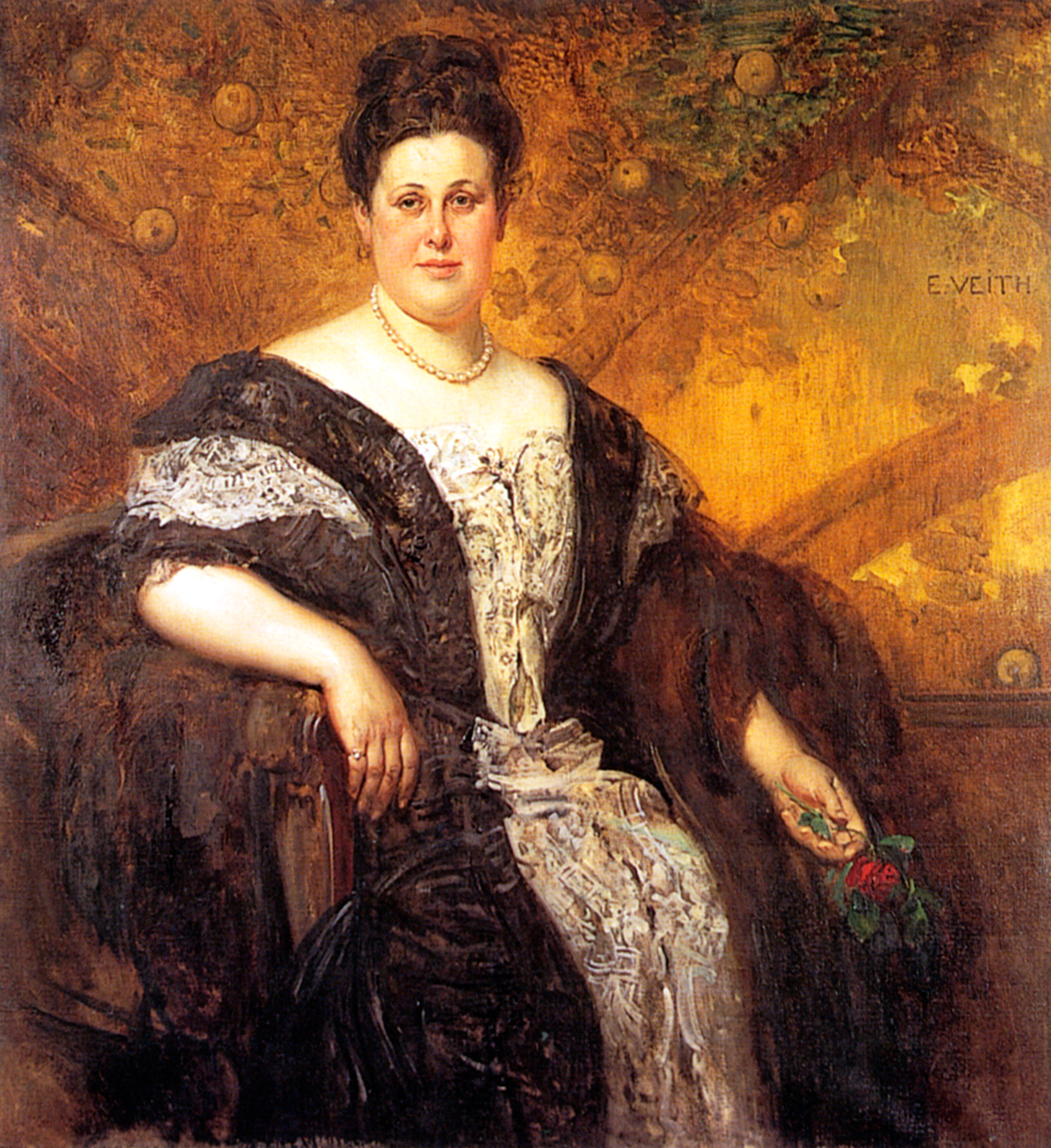
Ida von Gutmann-Wodianer (ca. 1899), Gemälde von Eduard Veith

Mit Anselm Salomon von Rothschild schlossen sich die Brüder Gutmann 1865 zum Ausbau der nahe Mährisch Ostrau gelegenen Witkowitzer Eisenwerke zusammen. Sehr früh den Wert des Humankapitals erkennend, waren vor allem ihre sozialen Leistungen für die dort tätigen Arbeiter durch Schaffung von Wohnungen, Kindergärten, Unterrichtsanstalten und anderer sozialer Einrichtungen sowie einer Art Unfall- und Pensionsversicherung von Bedeutung.
Bestandteil der erfolgreichen Unternehmenspolitik war die Zusammenarbeit mit anderen großen Unternehmern, wie Josef Miller von Aichholz und Familie Kuffner oder Alexander von Schoeller. Neben Eisen- und Stahlerzeugung, Kohleförderung und -handel umfasste das Unternehmen der Gebrüder Gutmann bald auch Fabriken für die Zucker- und Spiritus-, Jute-, Soda-, Zellulose- und Schamotterzeugung, eine Waggonfabrik in Stauding und eine Mineralölfabrik in Floridsdorf.
Außerdem besaß Wilhelm von Gutmann im I. Wiener Bezirk am Beethovenplatz 3 das Palais Gutmann, das er 1869–1871 von dem Architekten Carl Tietz im Stil der Neorenaissance errichten ließ. Nachdem er 1882 in Baden (Niederösterreich) von Alexander Wielemans von Monteforte und Hugo Zimmermann (1849–1924) auf dem Grundstück Helenenstraße 72 eine Sommervilla „nach den Formen der deutschen Renaissance des Mittelalters“ hatte erbauen lassen (Bauherrin: Ida von Gutmann), erwarb Wilhelm von Gutmann 1884 dann die 10.000 Hektar umfassende „Herrschaft Jaidhof“ (Gföhl, Niederösterreich). Zu diesem Besitz gehörten auch das Schloss Droß und das Schloss Jaidhof. Letzteres ließ er in der nachfolgenden Zeit von Max von Ferstel umfangreich umbauen.
Auch als Philanthrop war Wilhelm von Gutmann sehr aktiv. So war er zusammen mit seinem Bruder Mitbegründer der Israelitischen Theologischen Lehranstalt sowie Förderer des Beth ha-Midrasch und Stifter des Israelitischen Mädchenwaisenhauses an der Ruthgasse im 19. Wiener Gemeindebezirk (Döbling). Daneben unterstützte er auch andere humanitäre und soziale Projekte, wie die Errichtung einer Kinderabteilung an der Poliklinik in Wien, ein Altersheim in Krems, Stiftungen in Leipnik u. a. Für ihre Verdienste wurden die Brüder Gutmann 1878 schließlich in den erblichen Ritterstand (Ritter des Ordens der Eisernen Krone III. Kl.) erhoben.
Wilhelm von Gutman war zudem Mitglied des Niederösterreichischen Landtags und von 1878 bis 1884 Mitglied der Handels- und Gewerbekammer (mit dem Titel Kammerrat). Ferner war er Gründer des Industriellenklubs (Vorläufer der heutigen Industriellenvereinigung), des Vereins der Montan-, Eisen- und Maschinenindustriellen in Österreich und des Philanthropischen Vereins Wien. 1891 veröffentlichte Wilhelm von Gutmann seine Memoiren unter dem Titel Aus meinem Leben.
Bestattet wurde Wilhelm Ritter von Gutmann am 19. Mai 1895 auf dem alten israelitischen Teil des Wiener Zentralfriedhofs (Gruppe 5B) in einem neogotischen Mausoleum, das um 1892/1893 von dem Architekten Max Fleischer entworfen und von Eduard Hauser ausgeführt worden war. Bei der Trauerfeier sprach unter anderem Rabbiner Adolf Schwarz, Rektor der am 15. Oktober 1893 eröffneten Israelitisch-theologischen Lehranstalt (Rabbiner-Seminar) in Wien (Tempelgasse 3), dessen Gründung auf die Initiative von Wilhelm und David von Gutmann zurückgeht.

## Familie
Wilhelm Gutmann heiratete in erster Ehe Leonore geb. Latzko (1827–1867), aus der die Kinder Berthold (1856–1932), Max von Gutmann (1857–1930) und Rosa (1862–1923) hervorgingen. Nach dem frühen Tod seiner ersten Frau heiratete er Ida geb. Wodianer (1847–1924), Tochter des Druckers, Verlegers und Gutsherrn Philipp (Fülöp) Wodianer (1820–1899). Mit ihr hatte Wilhelm von Gutmann vier weitere Kinder: Marianne (* 1871), Moritz bzw. Moriz (1872–1934), Elisabeth genannt Elsa (1875–1947) sowie Rudolf (1880–1966).
Die Tochter Elsa heiratete 1929 den regierenden Fürsten Franz I. von und zu Liechtenstein (1853–1938) und wurde so zu Fürstin Elsa von und zu Liechtenstein. Die ältere Schwester Marianne war mit dem britischen Zionisten Sir Francis Abraham Montefiore (1860–1935) verheiratet.